# Тенілі
Тенілі (груз. ტენილი ყველი, тенілі квелі) — волокнистий витяжний сир з грузинського історичного регіону Месхетія. Цей вид сиру навіть внесений до Світової спадщини ЮНЕСКО. Дуже жирний волокнистий сир виготовляється за найскладнішою технологією і візуально нагадує довгу і тонку нитку.

## Виробництво

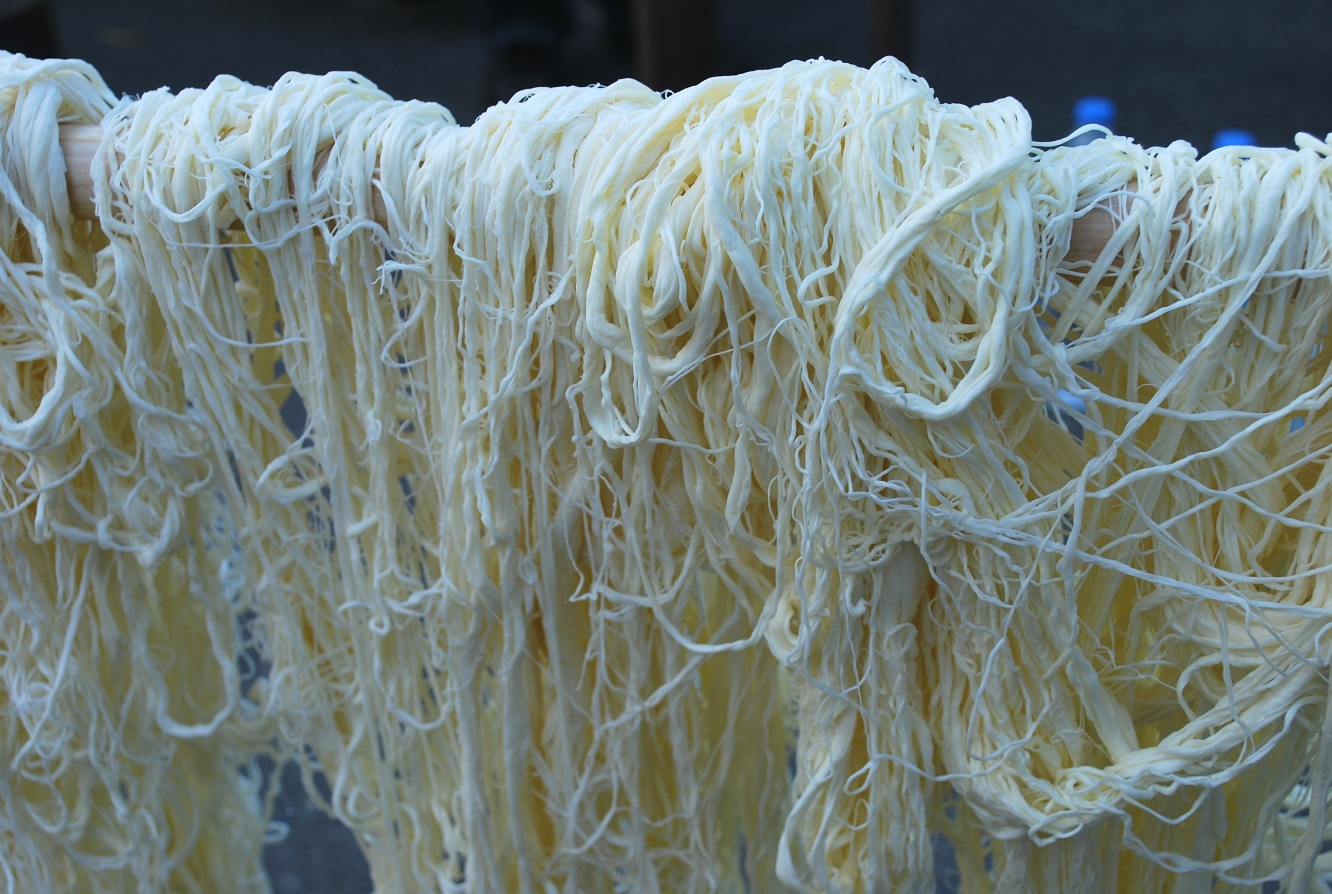
Сир тенілі

Сьогодні тенілі виробляють у невеликих кількостях у сім'ях і підприємствах молочної продукції в грузинському регіоні Самцхе-Джавахеті. Свіже овече молоко витримують до тих пір, поки не утворюються вершки. Їх знімають і дають молоку відпочити на добу.
Для звурджування молока використовують закваску під назвою двріта або квіта; її готують з частини засоленого і сушеного телячого шлунка. До нагрітого молока додають закваску, і на невеликому вогні молоко розділюється на сир і сироватку.

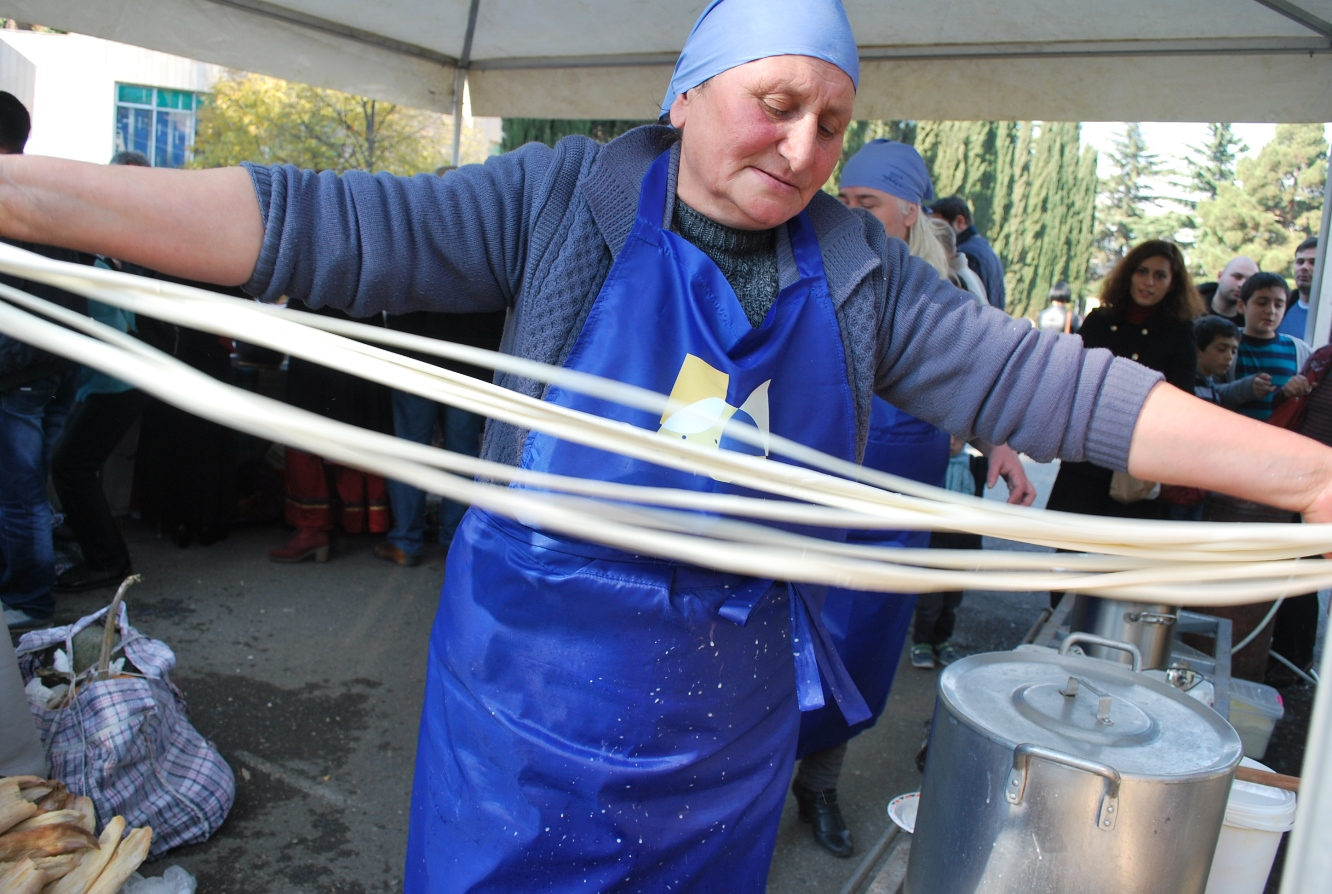
Розтягування сиру під час виробництва

Потім йде процес «плетення» сиру (багаторазові розтягування і складання вдвічі) з постійним зануренням в гарячу сироватку, який триває до 25 хвилин. Коли сирна маса стане тонкими нитками її переносять в холодну воду і стежать щоб пасма не злипалися.
Наступна стадія — вимочування в солоній воді 10—15 хвилин. Після цього сир розвішують на дерев'яній перекладині на 8—10 годин. За цей час надлишки рідини стечуть і сир підсохне.
Потім пасма нарізають і залишають на столі накритими рушником на добу — дві, після чого обмазують вершками, знятими на початку процесу виробництва. Розмиті вершками пасма сиру укладають в корито, яке нахиляють для стікання залишків рідини. У такому положенні накритий рушником сир підсихає ще дві — три доби.
Остання стадія — визрівання сиру в глиняному горщику, куди його утрамбовують (грузинською мовою «тенілі» — набитий) так щільно, щоб не було повітря, а потім ставлять горщик горлом на дошку з золою, яка і вбирає залишки вершків, що стікають. У такому стані сир дозріває близько двох місяців.

## Цікаві факти
У давні часи горщик з тенілі відкривали по великих святах, вживання сиру під час застілля вважалося ознакою достатку, демонструючи матеріальне благополуччя роду або сім'ї. Неповну технологію виготовлення сиру тенілі можна побачити під час фестивалю «Кавказький сир», який з 2010 року відбувається щорічно в різних місцях Тбілісі:
- Тбіліський етнографічний музей[ka]: 08.11.2014;
- Парк Ріке: 08.10.2016 — 09.10. 2016.
- Парк Мтацмінда: (23.06.2018).
- Площа Революції троянд: 18.11.2018.